# Chilia Veche
Chilia Veche község Tulcea megyében, Dobrudzsában, Romániában. A hozzá tartozó települések: Câșlița, Ostrovu Tătaru és Tatanir.

## Fekvése
A település az ország délkeleti részén található, a megyeszékhelytől, Tulcsától hatvanhat kilométerre északkeletre, a Duna Chilia-ága mentén.

## Története
Régi török neve Eski-Kiliye. Középkori térképeken jelenik meg először, mint 1479-ben épült genovai erődítés, mellyel biztosították hajóik forgalmát a Duna-deltában. Az egykori erődből mára csupán bejárata és védősáncai maradtak fenn.

## Lakossága
A nemzetiségi megoszlás a következő:
| 2002      | 2002 | 2002   |
| --------- | ---- | ------ |
| Románok   | 3351 | 92,92% |
| Lipovánok | 144  | 3,99%  |
| Romák     | 68   | 1,88%  |
| Ukránok   | 25   | 0,69%  |
| Törökök   | 9    | 0,24%  |
| Magyarok  | 5    | 0,13%  |
| Németek   | 2    | 0,05%  |
| Tatárok   | 1    | 0,02%  |
| Zsidók    | 1    | 0,02%  |
| Összesen  | 3606 | 100,0% |

## Látnivalók
- Ortodox templom - tornyai ötvenkét méter magasak, három építészeti stílus jegyei megtalálhatóak rajta (gótikus, szláv, román), harmincöt év alatt épült fel, egy fatemplom helyén.
- Roşca-Buhaiova-Hrecisca természetvédelmi körzet - 9625 hektáros terület a delta északi részén, számos tavat és kisebb dunai mellékágat foglal magába. 1940 óta áll vételem alatt, 1979-től pedig fokozottan védett terület. Ez Európa legnagyobb pelikántelepe, évente mintegy 3500 pár pelikán költ itt.
- Letea-erdő - 2825 hektáron fekszik, a delta északi részén, 1938 óta természetvédelmi körzet.
- Periteasca-Leahova természetvédelmi körzet - 4125 hektáros, hozzá tartozik a: Leahova Mare-tó, Leahova Mica-tó, Periteasca-tó, Pahane-tó, Cosna-tó, Bisericuța-sziget valamint számos homokpad.
- Caraorman-erdő - 2250 hektáron, 1940-től áll védelem alatt.
- Popina-sziget - 98 hektáros, 1948-tól természetvédelmi körzet, 1994 óta fokozott védelmet élvez.
- Lupilor-homokpad - 2075 hektáron.